# Diana Moldovan
Diana Moldovan (n. 13 martie 1987) este unul dintre cele mai cunoscute modele române.
Ea a prezentat creații pentru case de modă precum  Chanel,  Dolce&Gabbana, Gucci, Dior,Chloé, Emilo Pucci, Marc by Marc Jacobs, Mugler, Guy Laroche, Kenzo, Anteprima,  Vionnet.
A pozat în editoriale pentru Numero, Harper's Bazaar, Elle Germania, dar și pentru edițiile Vogue Brazilia, Spania, Paris, Rusia sau Coreea de Sud.
Mai apare și în reclame și pentru Hermes, Oscar de la Renta, Carolina Herrera, Cacharel, H&M, Trussardi Jeans, YSL Beauty, Emporio Armani, Emporio Armani Beauty, Dior,    Clarins, Lacoste, Dior eyewear.
Aceasta a fost pe prima pagina a unor reviste ca Elle Romania, Glamour Italia, Airfrance, Dahse.